# Kép nőknek
| Jeff Wall: Picture for Women (1979)       | Jeff Wall: Picture for Women (1979)       |
| Kattints az alábbi külső linkek egyikére! | Kattints az alábbi külső linkek egyikére! |
| ----------------------------------------- | ----------------------------------------- |
| Nem található szabad kép.(?)              |                                           |
| külső link · jogvédett                    | Pompidou központ                          |

A Kép nőknek (Picture for Women) Jeff Wall kanadai művész, fotográfus 1979-ben készített jelentős, korai alkotása, amely új utat nyitott meg művészetében.

## Története

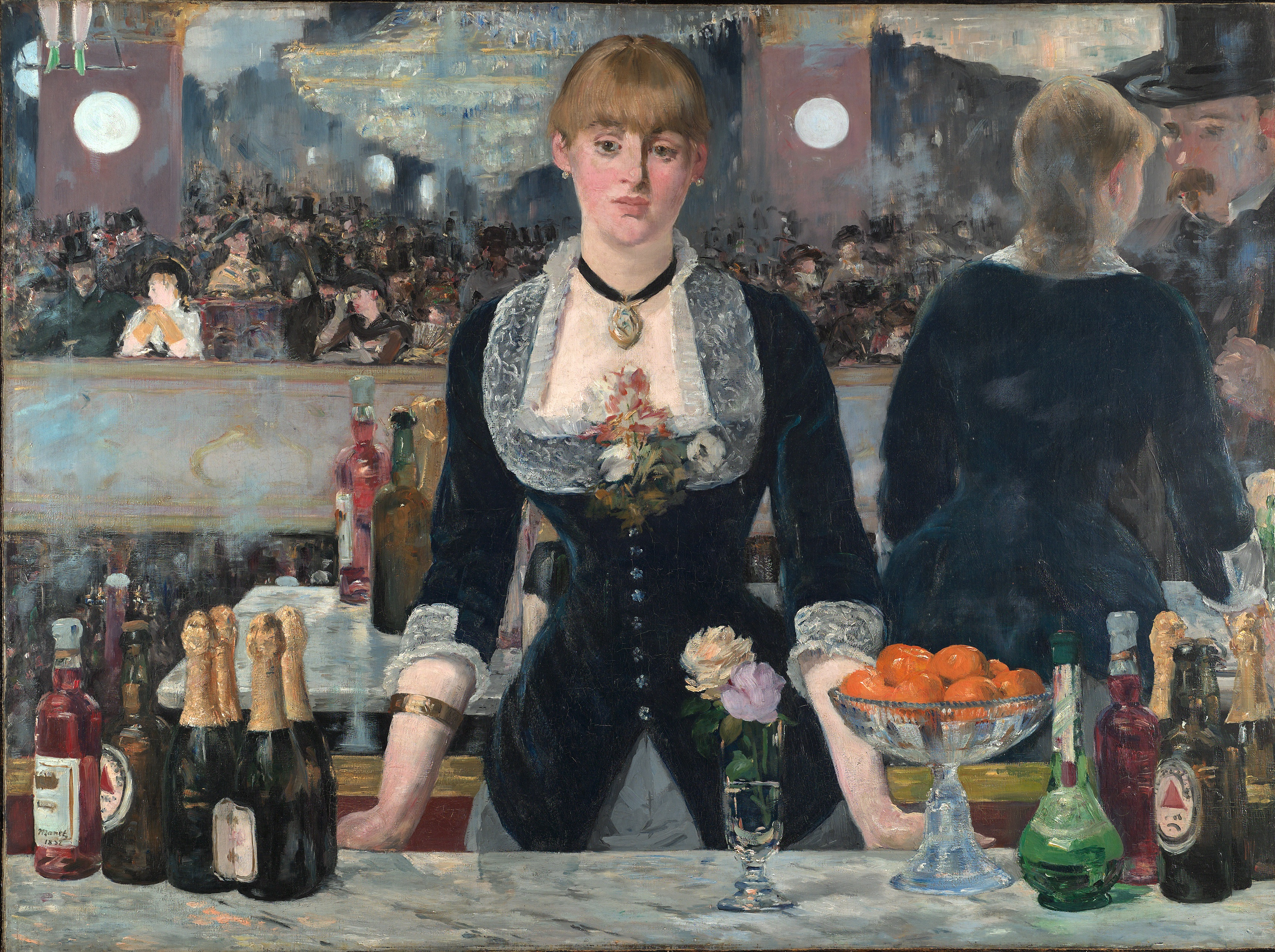
Az ihletadó festmény: Édouard Manet A Folies-Bergère bárja (1881-82)

Wall korábban szinte kizárólag kisméretű, fekete-fehér felvételeket készített. Új koncepciójával bevallottan a fotós tradíciók megújítására törekedett: híres műalkotásokat újra- és átértelmező nagyméretű színes nyomatokat készített. Nem a Picture for Women volt az első ilyen alkotása. Egy évvel korábban készítette a The Destroyed Room (1978) című fotóját – Eugène Delacroix egyik festményének interpretációjaként –, melyen egy szétrombolt hálószoba látható. A Picture for Woment szintén egy festmény, Édouard Manet A Folies-Bergère bárja (1881-82) inspirálta. „A Picture for Women Manet képének »remake«-je. A Bár nagy benyomást tett rám; amikor Londonban tanultam, sokszor láttam a Courtauld Gallery-ben. Egy új képben szerettem volna értelmezni, reflektálni rá.” – mondta Wall.
A nagyméretű, 142,5 × 204,5 cm-es alkotáson két személy látható. A modell, aki egy asztalra támaszkodva néz a fényképezőgép lencséjébe és maga a fotós, aki modelljét figyelve nyomja meg a kioldót. A kép hátteréül a stúdió belső tere és berendezése (a fényképezőgép, bútorok, kábelek és a világítás) szolgált. Akárcsak Manet alkotásánál itt is egy tükör játssza a főszerepet. Az ügyes beállításnak köszönhetően a néző első látásra nem tud eligazodni a felvétel perspektívájában: vajon a kép szereplőit a tükör előtt vagy a tükörből látjuk-e. Ebben segíti a megfigyelőt az állványra helyezett fényképezőgép, mely szokatlan módon maga is a kompozíció szerves része. Míg Manet festményén a pincérlány perspektívájából, addig Wallnál a fényképezőgép szemszögéből látjuk a jelenetet.
A Picture for Women valójában nem egy, hanem két expozíció eredménye, melyek 1979 telén egy vancouveri stúdióban készültek. Wall az előhívott cibakróm nyomatokat átlátszó ragasztószalaggal illesztette össze. Az összeillesztés vonala a kép közepén a kamera lencséjén halad keresztül.
Wall a kész műből egyetlen nyomatot készített, mely ma a párizsi Pompidou központ gyűjteményében található.